# Plonjor

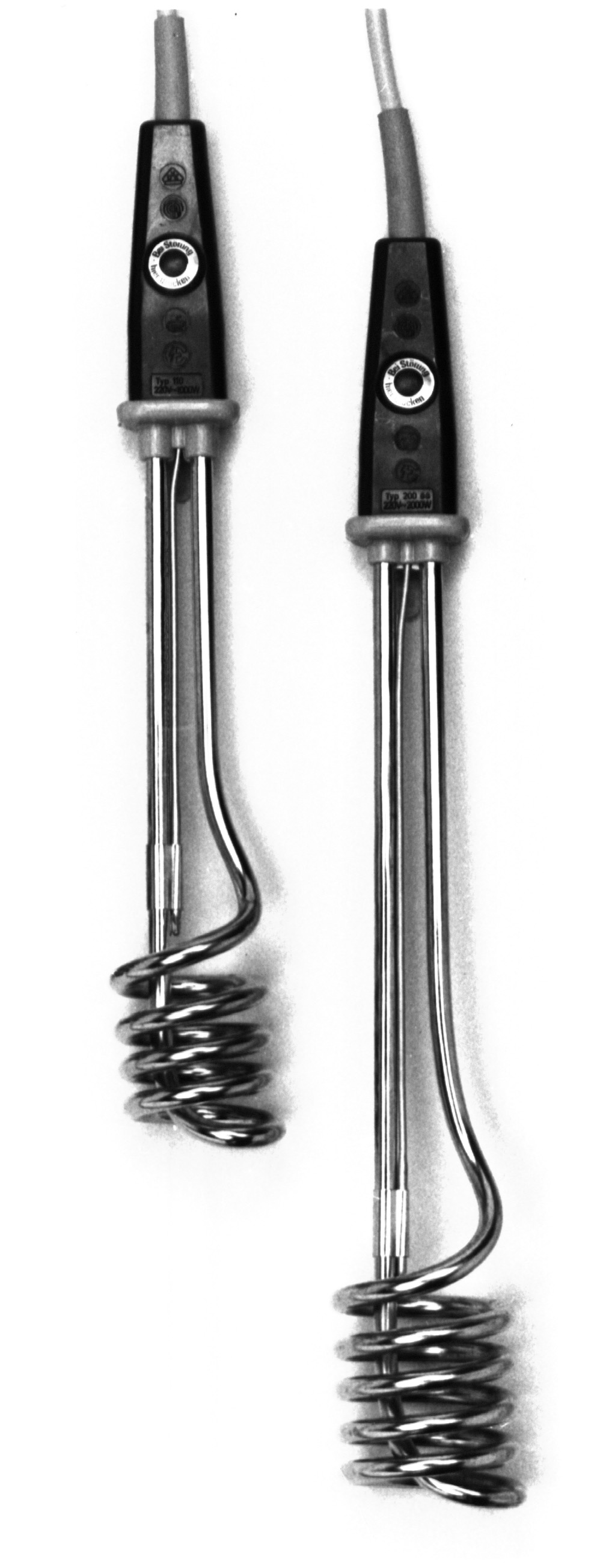
Plonjor

Un plonjor sau termoplonjor (numit și fierbător) este un aparat electric care poate încălzi rapid o cantitate mică de lichid, în care este imers.

## Construcția
Rezistorul, de obicei parțial în formă elicoidală, care se află într-o țeavă de alamă nichelată sau aurită sau oțel inoxidabil (elementul de încălzire), este învelit într-un material ceramic bun conductor de căldură, așa încât rezistorul să nu atingă țeava. Rezistorul are o fișă care se conectează printr-un conductor la masă de contactul de împământare al prizei.  

## Tipuri și întrebuințare

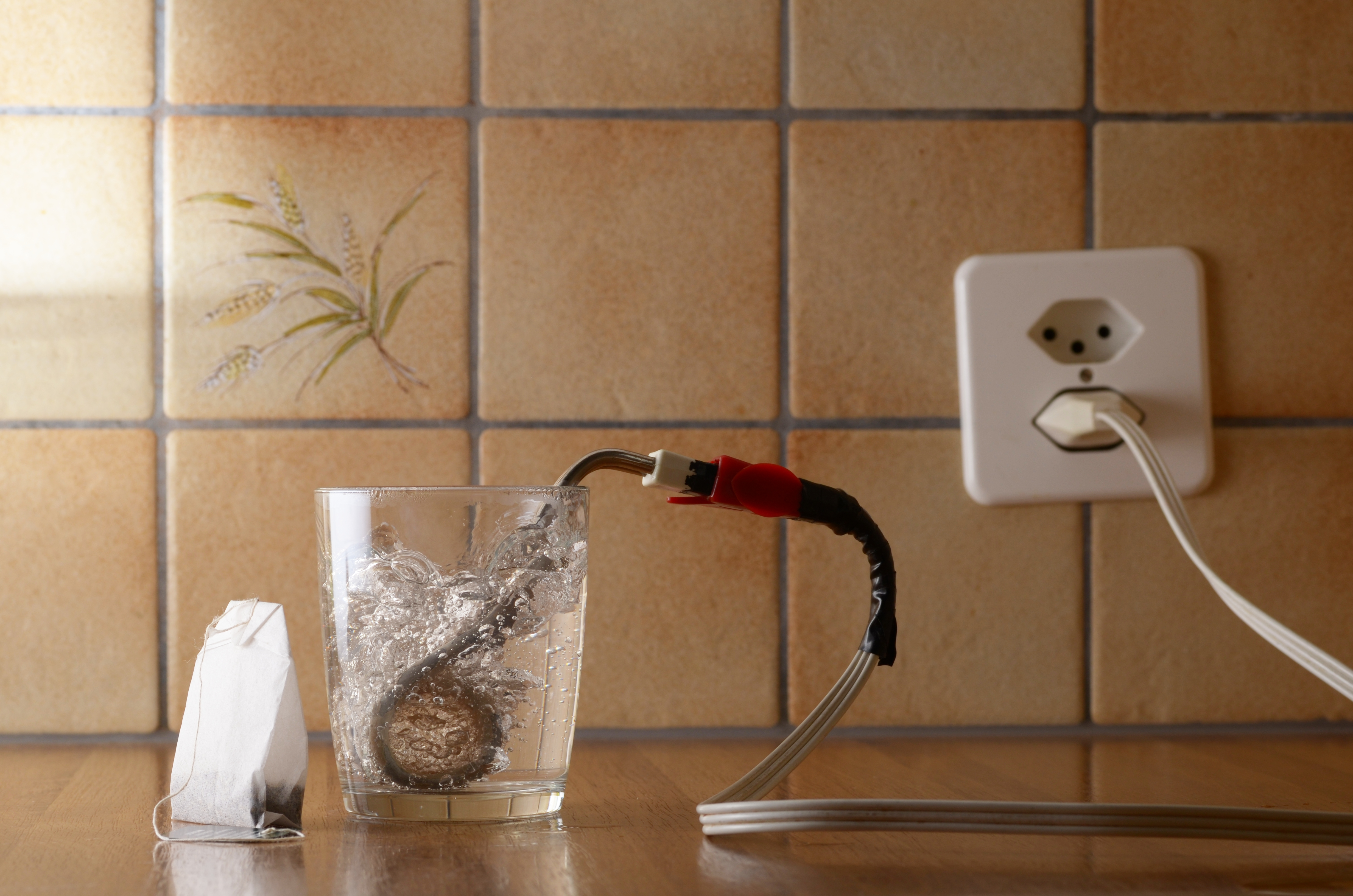
Plonjor, folosit aici pentru fierberea apei de ceai, 500 W

Pe de o parte, elementul de încălzire al plonjorului trebuie să fie cufundat complet în lichid, dar pe de altă parte lichidul nu trebuie să fie prea aproape de legăturile electrice din mânerul plonjorului. De aceea, uneori pe țeavă sunt indicate nivelul minim și maxim al lichidului.
Există și plonjoare mai mici, de voiaj, care pot fi racordate la o rețea de 220–250 V, de 110–130 V sau de 12 V, 24 V sau 48 V.
În afară de plonjoarele de metal există și plonjoare din sticlă de cuarț, care rezistă mai mult fără să fie cufundate în lichid și fără să se strice din această cauză. Tubul învelitor din sticlă de cuarț este un izolator electric rezistent la acizi, cu excepția acidului fluorhidric acidului fosforic peste 300°C. De aceea pot fi folosite și la încălzirea altor lichide în afară de apă.

## Siguranță
Majoritatea plonjoarelor din ziua de azi au un mecanism automat de protecție împotriva supraîncălzirii. Există două tipuri:
- Plonjoare cu protecție simplă împotriva topirii elementului de încălzire
- Plonjoare cu siguranță termică resetabilă, cu buton de resetare pe mâner.

Unele plonjoare simple au o siguranță termică în elementul de încălzire care nu poate fi resetată. Deci dacă siguranța s-a ars odată, plonjorul nu mai poate fi folosit.
Plonjoarele cu siguranța termică resetabilă se deconectează când apa devine prea fierbinte sau când se răstoarnă recipientul, dar pot fi folosite din nou prin apăsarea butonului de resetare. 

## Alternative
Plonjoarele au un randament energetic foarte ridicat. În timpul folosirii, elementul de încălzire se află direct în lichid. Pierderea de căldură este minimă, randamentul fiind de peste 98 %. Dar randamentul producerii electricității folosite de plonjor este cu mult mai mic, depinzând de sursa primară folosită.
Există actualmente și fierbătoare electrice tip cană, care funcționează după același principiu, dar au sistem de protecție la supraîncalzire și sistem automat de oprire a funcționarii la finalizarea ciclului de fierbere.